# Kenya National Disaster Operation Center
Le Centre national des opérations en cas de catastrophe du Kenya (NDOC) a été créé en 1998 pour s'occuper de la gestion et de la coordination des interventions en cas de catastrophe au niveau national au Kenya. 

## L'histoire
Le NDOC a été créé en janvier 1998 par une loi du Parlement pour servir de point focal pour la coordination de la réponse aux urgences et aux catastrophes au Kenya. Il est en veille permanente, avec un centre de signalement fonctionnant 24 heures sur 24, 7 jours sur 7, à partir duquel les opérations d'urgence, les activités et les événements sont enregistrés et communiqués en vue d'intervenir.

## Fonctions du NDOC
Les fonctions du NDOC sont:
- Coordonner et contrôler les efforts d'intervention en cas de catastrophe,
- Agir en tant que centre de commande pour toutes les communications et informations relatives aux opérations d'intervention, et
- Assurer la liaison avec les ministères responsables sur les efforts de réponse nationale.

## Contexte
Le Centre national des opérations en cas de catastrophe du Kenya a été créé en 1998 en réponse aux pluies d' El Niño pour coordonner la gestion des catastrophes et les opérations d'intervention au Kenya.

### Mission
La mission du NDOC est de suivre, coordonner, mobiliser les ressources nationales pour répondre aux catastrophes dans le pays

### Vision
Être le principal point focal de la gestion et de la réponse aux catastrophes au Kenya

## Responsabilités
Les responsabilités du NDOC comprennent:
- Coordination au niveau national de toutes les activités de gestion des catastrophes avant, pendant et après la catastrophe
- Veiller à ce que tout le personnel et les agences bénévoles soient informés de l'activation des plans d'urgence en cas de catastrophe
- Traduire les décisions du Comité National de Coordination des Catastrophes (NDCC) en actions et / ou instructions et s'assurer que ces instructions sont transmises et mises en œuvre par les Ministères / Départements auxquels elles sont adressées
- Préparer tous les inventaires des ressources et des actifs dans tout le pays
- Élaboration d'une liste prioritaire des besoins des donateurs pour combler les pénuries de fournitures de secours
- Préparation des plans d'évacuation, des abris et des zones de réfugiés, y compris l'identification des agents d'exécution
- Organisation du dédouanement des aéronefs, des navires ainsi que du dédouanement et du visa pour le personnel et les agences de secours à l'étranger
- Préparation de programmes médiatiques d'information du public et points de presse au centre
- Réaliser un examen, une évaluation et une validation annuels des plans nationaux et sectoriels d'atténuation des catastrophes en vue d'améliorer leur efficacité et leur efficience
- Préparation et émission d'un rapport de situation quotidien (SITREP) aux ministères / départements adhérents